# ERC Ingolstadt

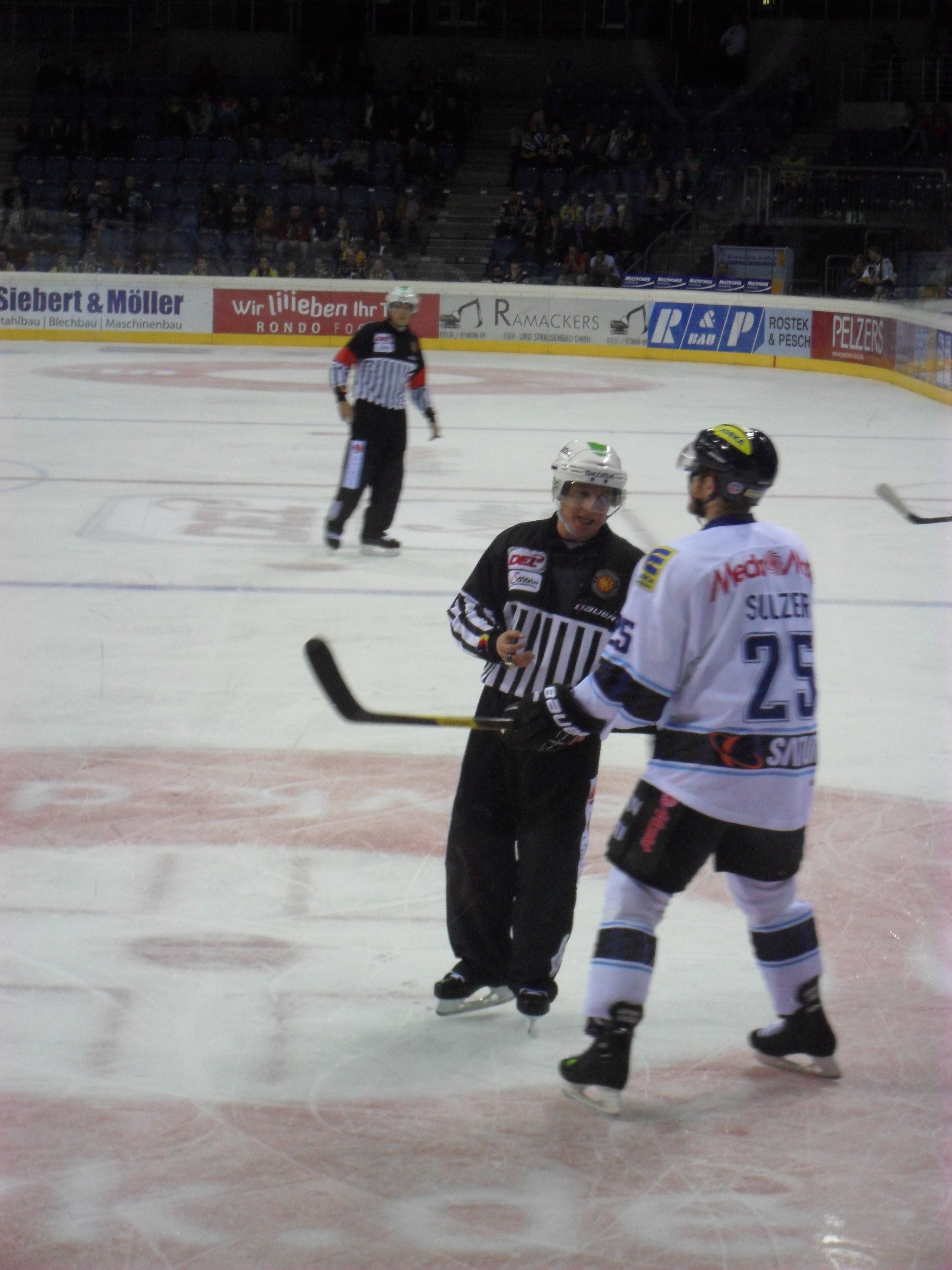
NHL speler Sulzer in het shirt van ERC Ingolstadt

De ERC Ingolstadt (vooral bekend als Ingolstadt Panther) is een ijshockeyteam uit het Duitse Ingolstadt, deelstaat Beieren. De Ingolstadt Panther uitkomen in de DEL. De club speelt in de Saturn arena. 

## Prijzen
- Beker van Duitsland 2005
- Promotie naar de DEL 2002
- Kampioen tweede divisie 2001
- Duits kampioen Regioliga 1979

## Selectie 2020-2021
Bijgewerkt tot 27 december 2020 
| #  | Naam                     | Nationaliteit    | Pos.  |
| -- | ------------------------ | ---------------- | ----- |
| XX | Doug Shedden             | Canada           | Coach |
| 35 | Nicolas Daws             | Duitsland        | GK    |
| 34 | Michael Garteig          | Canada           | GK    |
| 1  | Jonas Stettmer           | Duitsland        | GK    |
| 22 | Mathew Bodie             | Canada           | D     |
| 4  | Morgan Ellis             | Canada           | D     |
| 7  | Colton Jobke             | Canada Duitsland | D     |
| 45 | Benjamin Marshall        | Verenigde Staten | D     |
| 27 | Garret Pruden            | Duitsland        | D     |
| 20 | Emil Quaas               | Duitsland        | D     |
| 97 | Simon Schütz             | Duitsland        | D     |
| 5  | Fabio Wagner             | Duitsland        | D     |
| 11 | Louis-Marc Aubry         | Canada           | F     |
| 24 | Brandon Defazio          | Canada           | F     |
| 89 | Hans Detsch              | Duitsland        | F     |
| 61 | David Elsner             | Duitsland        | F     |
| 71 | Justin Feser             | Canada Duitsland | F     |
| 90 | Enrico Henriquez Morales | Duitsland        | F     |
| 10 | Mirko Höfflin            | Duitsland        | F     |
| 52 | Petrus Palmu             | Finland          | F     |
| 86 | Daniel Pietta            | Duitsland        | F     |
| 21 | Wayne Simpson            | Verenigde Staten | F     |
| 28 | Samuel Soramies          | Duitsland        | F     |
| 19 | Wojciech Stachowiak      | Polen Duitsland  | F     |
| 9  | Frederik Storm           | Denemarken       | F     |
| 33 | Tom Wohlgemuth           | Duitsland        | F     |